# Indianismo
Indianismo eller Indigenismo var en bevægelse i latinamerikansk litteratur, som udforskede de indfødtes tro og livstil i løbet af det 19. århundrede og tidligt i det 20. århundrede.

## Ekstern henvisning
- Indigenismo – The 1920s and 1930s

| Sprog og litteratur | Spire Denne artikel om litteratur er en spire som bør udbygges. Du er velkommen til at hjælpe Wikipedia ved at udvide den. |